# Rue Édouard-Lockroy
La rue Édouard-Lockroy est une voie du 11e arrondissement de Paris, en France.

## Situation et accès
La rue Édouard-Lockroy est une voie publique située dans le 11e arrondissement de Paris. Elle débute au 88 ter, avenue Parmentier et se termine au 60, rue Jean-Pierre-Timbaud.

## Origine du nom
Elle porte le nom du journaliste et homme politique Édouard-Étienne-Auguste Simon, dit Édouard Lockroy (1838-1913), député de l'arrondissement.

## Historique
Initialement, cette voie qui n'était qu'une impasse, était appelée « ruelle Sainte-Geneviève » avant de devenir, à partir de 1848, le « passage d'Angoulême » en raison du voisinage de la rue d'Angoulême.
Elle prit son nom actuel par arrêté du 31 janvier 1933.